# Selsele
Selsele – szahrestan (jednostka administracyjna II rzędu) w prowincji Lorestan w zachodnim Iranie z siedzibą w miejscowości Alesztar.